# Cathie Wood
Catherine Duddy Wood (nascida em 26 de novembro de 1955) é a fundadora, CEO e CIO da Ark Invest, uma empresa de gestão de investimentos.

## Infância e educação
Wood nasceu em Los Angeles, a filha mais velha de imigrantes irlandeses. O pai de Wood serviu no Exército irlandês e na Força Aérea dos Estados Unidos, e se tornou um engenheiro de sistemas de radar bem-sucedido que incentivou Catherine a descobrir conexões entre as coisas. Em 1974, Wood se formou na Notre Dame Academy em Los Angeles, uma escola secundária católica só para meninas. Em 1981, Wood formou-se summa cum laude pela University of Southern California, com um diploma de bacharel em finanças e economia. Um dos professores de Wood foi o economista Arthur Laffer, que se tornou seu mentor.

## Carreira
Em 1977, por meio de seu mentor Arthur Laffer, Wood conseguiu um emprego como economista assistente no Capital Group, onde trabalhou por três anos. Em 1980, ela se mudou para a cidade de Nova York para trabalhar na Jennison Associates como economista-chefe, analista, gerente de portfólio e diretora administrativa. Ela ocupou o cargo por 18 anos.
Em 1998, junto com Lulu C. Wang, Wood foi cofundadora da Tupelo Capital Management, um fundo multimercado com sede na cidade de Nova York.
Em 2001, ela ingressou na AllianceBernstein como diretora de investimentos de estratégias temáticas globais, onde trabalhou por 12 anos, administrando $5 bilhões. Ela foi criticada por ter um desempenho pior do que o mercado geral durante a crise financeira de 2007-2008.
Em 2014, depois que sua ideia de fundos negociados em bolsa gerenciados ativamente com base na inovação disruptiva foi considerada muito arriscada pela AllianceBernstein, Wood deixou a empresa e fundou a Ark Invest. A empresa recebeu o nome da Arca da Aliança;
Wood foi eleita a melhor selecionadora de ações de 2020 pelo editor-chefe emérito da Bloomberg News, Matthew A. Winkler. Wood é conhecida por fazer previsões ousadas. Ela recebeu considerável atenção da mídia em fevereiro de 2018 depois de declarar na CNBC que acreditava que as ações da Tesla poderiam chegar a US$ 4.000 em cinco anos, um aumento de 1.100% em relação ao preço da época, e reiterou a alegação em maio de 2019 após o preço das ações ter caído 29%. Embora a declaração de Wood tenha sido amplamente ridicularizada na época, o preço das ações da Tesla atingiu sua meta com dois anos de antecedência no início de janeiro de 2021. Em novembro de 2020, ela afirmou que acreditava que o bitcoin poderia chegar a US$ 500.000.
Em março de 2021, dois fundos administrados por Wood estavam na lista dos 10 maiores fundos administrados por mulheres em ativos líquidos totais.